# Rab Gusztáv
Rab Gusztáv, született Rohoska József (Sárospatak, 1901. május 14. – Dreux, 1963. január 4.) magyar író, újságíró.

## Élete

### Tanulmányai, pályakezdése
Sárospataki református családba született, édesapja, Rohoska József a Református Kollégium tanára, édesanyja peremartoni Nagy Borbála. Hét gyermek közül Gusztáv volt a legidősebb. Jogi tanulmányait a budapesti Tudományegyetemen 1920-ban kezdte meg, de 1923-ban abbahagyta és az újságírást választotta. Ekkoriban vette föl a Rab Gusztáv írói nevet.
Regényírással még Sárospatakon kezdett el foglalkozni: Mocsárláz című első regényét folytatásokban közölte a Nyugat, s 1922-ben megnyerte vele az Atheneum Kiadó első díját (Rab Gusztáv néven).

### Újságírói munkája
1923-tól a Világnál, majd 1926-tól Az Est-lapoknál dolgozott. Többször utazott Franciaországba Az Est különleges tudósítójaként. Az Újságírók Nemzetközi Szervezete 1933-ban Budapesten tartott kongresszusának egyik szervezője volt. Első feleségével, Herz Gizellával 1932-ban kötött házasságot, de hamarosan elváltak. 1936-ban elvett második felesége, Kochanovszky Olga ösztönzésére felhagyott az újságírással, hogy legyen ideje szépírói tevékenységet folytatni. 1938-tól kezdek megjelenni írásai a Herczeg Ferenc szerkesztette Új Idők c. képes hetilapban, melynek főmunkatársa lett.

### Regényei
1938-ban jelent meg Mentont ajánlanám c. regénye, amely külföldön is nagy közönségsikert aratott. Ettől kezdve könyvei a magyaron kívül német, olasz és svéd nyelven is megjelentek (idehaza az Új Idők, ill. a Singer–Wolfner adta ki). A hazai közönség körében az 1940-ben megjelent Belvedere c. regénye volt a legnépszerűbb, melynek történeti hátterét az 1938-as közép-európai események – a müncheni egyezmény, Csehszlovákia felosztása és a magyarlakta területek visszacsatolása – adták. Mesterének Flaubert-t tekintette, regényíró eszközeiből sokat átvett. 1945-ig 10 regénye jelent meg idehaza, mindegyik komoly sikert aratott a kritikusok és az olvasók körében is. Újságíróként számos, a nácizmust és Hitlert bíráló cikket írt, emiatt 1944 végén a nyilasok letartóztatták.

### A világháború alatt
Az Est 1939-es megszűnése után szerkesztő lett az újonnan alapított Pest című napilapnál. A második világháború után újból az Új Idők című képes hetilapnál dolgozott, amelyet ekkor már Fodor József és Kassák Lajos szerkesztett. 1945 júliusában Rabot elfogták a németekkel való együttműködés alapos gyanúja miatt (az ürügy Belvedere c., irredenta beütésű regénye volt). Perére 1945 őszén került sor, ezek után 5 évre eltiltották az újságírástól. 

### A világháború után
1949-ben kizárták a Magyar Írók Szövetségéből. Mivel nem volt híve az új politikai rendszernek, 1949 júniusától nem folytathatott újságírói tevékenységet, utolsó cikkei a Magyar Nemzetben jelentek meg 1949 első hónapjaiban; írásait folyamatosan politikai támadások érték.
1949–1956 között a Keleti Főcsatorna építkezésén földmérőként dolgozott. Pár év alatt geodéziai technikus, brigádvezető lett, s mérnöki munkát végzett. Ezen időszakra esik titkos katolizálása. Idővel a munka aláásta Rab egészségét, orvosa eltiltotta a geodéziai tevékenységtől, és leszázalékoltatta. Felesége, Kochanovszky Olga tüdőbajos volt, s Mátraházán tüdőműtéten esett át. 1949 és 1956 között két kiadatlan regényt írt: Szent Optika (a három kassai vértanúról), ill. Utazás az ismeretlenbe, amely a Rákosi-rendszerben kitelepített emberek sorsáról szólt (akikkel geodétaként találkozott).

### Francia emigrációban
Ezt a két kéziratot vitte magával Franciaországba, ahová Bölöni György támogatásával kapott útlevelet. 1958 január végén felesége ösztönzésére hagyták el Magyarországot, ahová nem tértek vissza. A Flammarion kiadó vállalta a kitelepített emberekről szóló regényének kiadását.
Feleségének rákbetegsége állandó kezelést igényelt. Mindeközben francia barátaik, ill. a Magyar Menekültügyi Iroda és katolikus szervezetek révén volt biztosítva lakhatásuk. Felesége a Párizshoz közeli Dreux város kórházába került, itt is hunyt el 1959. június 8-án.

### Utolsó évei
Rab Gusztáv kenyérkereseti munka gyanánt az Amerika Hangja rádióadó kulturális munkatársaként dolgozott: a francia irodalommal, művészettel és kultúrával kapcsolatos tudósításokat küldött a rádiónak. Emellett igyekezett műveit francia, német, svéd és olasz nyelvre lefordítva közölni. Utóbb Adorján Andor és Gara László támogatta, de ismerte Jean Cocteau-t, levelezett az Olaszországban élő Balla Ignáccal, Bálint Endrével. Az emigrációban is folytatta magyarul írói munkáját, de legtöbb művét nem sikerült sem anyanyelvén, sem fordításban megjelentetni.

### Halála
Gyermeke egyik házasságából sem született. De Gaulle francia elnök kulturális minisztere, André Malraux író támogatásával Dreux városa 1959 őszén kiutalt Rabnak egy lakást. Itt halt meg 1963 elején szívszélhűdésben, január 9-én temették (utóbb a másfél évtizedre megváltott sírhelyet felszámolták és a maradványokat közös sírba helyezték át, s ugyanígy jártak el felesége hamvaival is).

### Hagyatékának sorsa
Egyik húga, Rohoska Ilona 1965-ben kiutazott Dreux-be, összerendezte a hagyatékot, majd egy részét (Nyugaton megjelent könyveket, ill. kéziratokat) megpróbálta hazahozni. Azonban a Ferihegyi repülőtéren egy vámtiszt elkobozta az anyagot, minek révén bírósági ügy lett a dologból („politikai izgatás alapos gyanúja”). Ezek után a kéziratok a dreux-i redemptorista kolostor könyvtárába kerültek, közel 50 évre, innét a párizsi Magyar Intézet közvetítésével végül 2013-ban került a hagyaték Budapestre, a Petőfi Irodalmi Múzeumba. Zömmel novella- és regénykéziratokat (köztük számos kiadatlant), ill. Rab Gusztáv levelezését tartalmazza. A hagyaték feltárója és a meg nem jelent művek közreadója Tüskés Anna irodalomtörténész.

## Fontosabb művei
- Mocsárláz; Genius, Bp., 1923 (A regényírás művészei)
- A hűvösvölgyi máglya. Regény; Pesti Napló, Bp., 1930 (Kék regények)
- Mentont ajánlanám. Regény; Singer és Wolfner, Bp., 1938
- Diana társadalma. Regény; Singer és Wolfner, Bp., 1939 (Nemzeti irodalmunk mesterei)
- Belvedere. Regény; Singer-Wolfner, Bp., 1940
- Keleti pályaudvar. Regény; Singer és Wolfner, Bp., 1941 (A magyar otthon könyvtára)
- Rokonok és ismerősök. Regény; Singer-Wolfner, Bp., 1941
- Miért, Dániel? Regény; Singer és Wolfner, Bp., 1943
- Mennyei avatás; Új Idők, Bp., 1943
- Éji lepke. Regény; Új Idők, Bp., 1944
- Voyage dans le bleu. Roman (Utazás az ismeretlenbe); franciára ford. Jacqueline Dupont; Flammarion, Paris, 1959 (angolul, hollandul és németül is)
- Sabaria (Sabaria, avagy szent Márton köpenye); angolra ford. Florence Ignotus, Anthony Rhodes; Sidgwick and Jackson, London, 1963 (angolul és franciául is)
- Mentont ajánlanám; Agave Könyvek, Bp., 2007
- Belvedere; Kráter, Pomáz, 2012 (Aranyrög könyvtár)
- Sabaria, avagy Szent Márton köpenye. Regény; sajtó alá rend. Tüskés Anna, tan. Tüskés Anna, Tóth Ferenc; MTA BTK Irodalomtudományi Intézet, Bp., 2018[1]
- Utazás az ismeretlenbe; sajtó alá rend. Tüskés Anna; MTA BTK Irodalomtudományi Intézet, Bp., 2019[2]
- Kleopátra tükre / A verebek / A párizsi gyors; sajtó alá rend. Tüskés Anna; MTA BTK Irodalomtudományi Intézet, Bp., 2020